# Glenea salwattyana
Glenea salwattyana là một loài bọ cánh cứng trong họ Cerambycidae.